# Prostheclina
Prostheclina is een geslacht van spinnen uit de familie springspinnen (Salticidae).

## Soorten
De volgende soorten zijn bij het geslacht ingedeeld:
- Prostheclina amplior Richardson & Żabka, 2007
- Prostheclina basilonesa Richardson & Żabka, 2007
- Prostheclina boreoaitha Richardson & Żabka, 2007
- Prostheclina boreoxantha Richardson & Żabka, 2007
- Prostheclina bulburin Richardson & Żabka, 2007
- Prostheclina eungella Richardson & Żabka, 2007
- Prostheclina pallida Keyserling, 1882